# Germination hypogée

Germination épigée et hypogée : la principale partie observable de la plantule au-dessus du sol est la tigelle.

La germination hypogée (du grec ὑπόγειος hupógeios, de hupó et γῆ, littéralement « au-dessous du sol »), dite aussi germination cryptocotylaire (du grec κρυπτός kruptos, « caché », et κοτύλη kotulè, « cotylédon ») est un mode de germination des spermatophytes (plantes à graines) dans lequel les cotylédons restent emprisonnés dans la graine, dans le sol (Graminées et certaines Légumineuses, chêne, maïs…), alors que dans la germination épigée, ils se dégagent de la graine et émergent au-dessus du sol (haricot, hêtre, houx, lin, luzerne, pin, ricin, tournesol). 
Cette classification des plantules basée sur l'évolution des cotylédons après la germination est importante du point de vue physiologique, mais n'a plus une grande signification systématique. 

## Caractéristiques
L'hypocotyle, partie de la tigelle située sous l'insertion des cotylédons, ne se développe pas suffisamment pour réaliser une germination épigée. La germination hypogée est alors assurée essentiellement par l’élongation de l'épicotyle qui s'allonge et amène la tigelle au-dessus du sol en se redressant. Il arrive que l'hypocotyle s'allonge tout en restant courbé, ce qui forme une petite arche près du sol. La graine reste enterrée et l'hypocotyle arrache les cotylédons de la graine qui les comprimait plus ou moins étroitement (il s'agit d'une germination épigée mais cryptocotylaire, notamment chez les Podocarpaceae, les Annonaceae).
Les espèces végétales à germination hypogée sont moins susceptibles d'être endommagées par le gel et par le pâturage qui génère à la fois des pressions de défoliation et de piétinement. Généralement, les plantes à germination hypogée ont des cotylédons charnus riches en réserves nutritives qui ne se transforment pas en feuilles chlorophylliennes assurant la photosynthèse et l'alimentation carbonée de la plante. Ces espèces aux exigences moins élevées adoptent comme stratégie de reproduction la production d'un nombre limité de grosses graines qui produisent des germinations avec un taux de survie plus élevé,.